# Diocesi di Metelis
La diocesi di Metelis (in latino Dioecesis Metelitana) è una sede soppressa e sede titolare della Chiesa cattolica.

## Storia
Metelis, identificabile con le rovine di Com-El-Nequil, è un'antica sede episcopale della provincia romana dell'Egitto Primo nella diocesi civile d'Egitto, ed era suffraganea del patriarcato di Alessandria.
Sono solo due i vescovi certi di questa diocesi in epoca bizantina. Il primo è Kronios, che aveva aderito allo scisma meleziano; il suo nome appare nella lista, trasmessa da Atanasio di Alessandria, dei vescovi meleziani che Melezio di Licopoli inviò all'arcivescovo Alessandro di Alessandria all'indomani del concilio di Nicea del 325. Lo stesso vescovo fu presente al concilio di Tiro del 335, durante il quale figura tra i vescovi del partito di Atanasio, indizio che Kronios era ritornato all'ortodossia.
Il secondo vescovo noto è Macario, che fu presente al concilio di Efeso del 431, sostenitore del proprio patriarca Cirillo di Alessandria.
A questa sede Fedalto e Worp assegnano anche il vescovo Giovanni nel 482, senza ulteriori informazioni.
Oltre a questi vescovi, lo stesso Worp e Le Quien aggiungono una serie di vescovi copti, in epoca araba, dalla fine del VII secolo al XIII secolo: Teodoro, Vittore, Isacco, Mercurio, Bissoras, Cristodolo, Kilos, Giuseppe.
Dal 1933 Metelis è annoverata tra le sedi vescovili titolari della Chiesa cattolica; la sede è vacante dal 23 maggio 1973.

## Cronotassi

### Vescovi di epoca bizantina
- Kronios † (prima del 325 - dopo il 335)
- Macario † (menzionato nel 431)
- Giovanni? † (menzionato nel 482)

### Vescovi di epoca araba
- Teodoro † (menzionato nel 698)
- Vittore † (menzionato nel 743)
- Isacco † (metà dell'XI secolo)
- Mercurio † (menzionato nel 1078)
- Bissoras †
- Cristodolo † (menzionato nel 1092)
- Kilos † (inizio del XIII secolo)
- Giuseppe † (menzionato nel 1235)

### Vescovi titolari
- Luigi Santa, I.M.C. † (25 marzo 1937 - 17 luglio 1945 nominato vescovo di Rimini)
- John Patrick Treacy † (21 agosto 1945 - 25 agosto 1948 succeduto vescovo di La Crosse)
- Joseph Francis Flannelly † (9 novembre 1948 - 23 maggio 1973 deceduto)